# مسجد العريش
مسجد العريش مسجدٌ في بدر، بني في مكان العريش الذي كان مقرّ قيادة الرسول ﷺ في غزوة بدر. وتبعد 150 عن المدينة المنورة. بسفح تل يسمى جبل الطبول، وبالقرب منه مقبرة شهداء بدر وعددهم كما دونت كتب السيرة ستة من المهاجرين وثمانية من الأنصار، وفي هذا العريش كان النبي يدعو ويتضرع قبل المعركة ثم يقود منه المعركة لاحقًا. وقد ذكر عدد من الرحالة هذه المنطقة ومسجد العريش منهم ابن جبير.

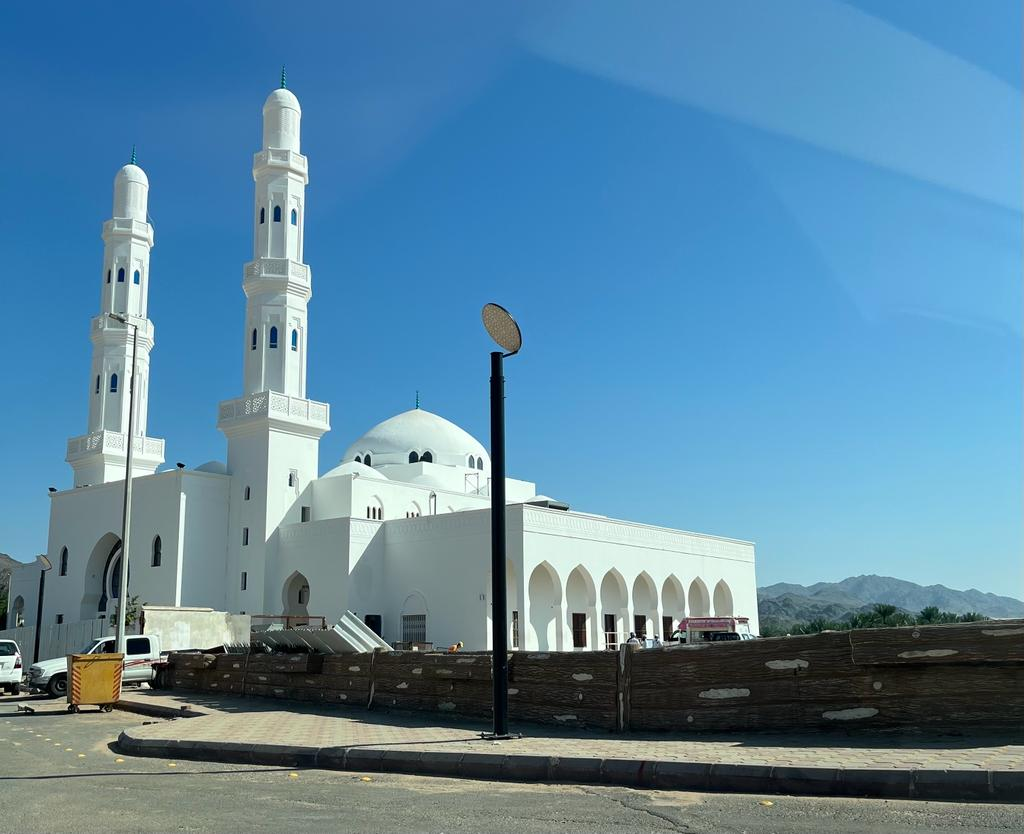
مسجد العريش - حي الشهداء- بدر-المدينة المنورة

وكان الصحابي سعد بن معاذ قد اقترح هذا المكان ليستقر فيه النبي لأنه يقع على تل مرتفع وخلف المكان المتوقع للاتقاء الجيشين بحيث يخدم هدفين الأول هو الإشراف المعركة من نقطة جيدة والهدف الثاني كخطة بديلة لانسحاب النبي إلى المدينة لأن الذين خرجوا إلى بدر هم مجموعة من صحابة النبي وليس كل أتباعه وقد بقي في المدينة كثير من الاتباع المخلصين الذين يمكنه الاعتماد عليهم لو حدثت هزيمة في هذه المعركة. 

مسجد العريش

فقال سعد بن معاذ: 
| مسجد العريش | يا نبي الله ، ألا نبني لك عريشا تكون فيه ، ونعد عندك ركائبك ، ثم نلقى عدونا ، فإن أعزنا الله وأظهرنا على عدونا ، كان ذلك ما أحببنا ، وإن كانت الأخرى ، جلست على ركائبك ، فلحقت بمن وراءنا ، فقد تخلف عنك أقوام ، يا نبي الله ، ما نحن بأشد لك حبا منهم ، ولو ظنوا أنك تلقى حربا ما تخلفوا عنك ، يمنعك الله بهم ، يناصحونك ويجاهدون معك . فأثنى عليه رسول الله صلى الله عليه وسلم خيرا ، ودعا له بخير . ثم بني لرسول الله صلى الله عليه وسلم عريش ، فكان فيه | مسجد العريش |